# Археологія Дніпропетровської області
Археологія Дніпропетровської області — археологічні дослідження на території Дніпропетровської області, що проводяться з метою вивчення первісних суспільств.
У Дніпропетровській області вивченням археології займається кафедра археології Дніпропетровського національного університету імені Олеся Гончара. Також у Дніпропетровську знаходиться один з найбільших в Україні історичних музеїв імені Дмитра Яворницького з великим археологічним матеріалом.

## Давньокам'яна доба

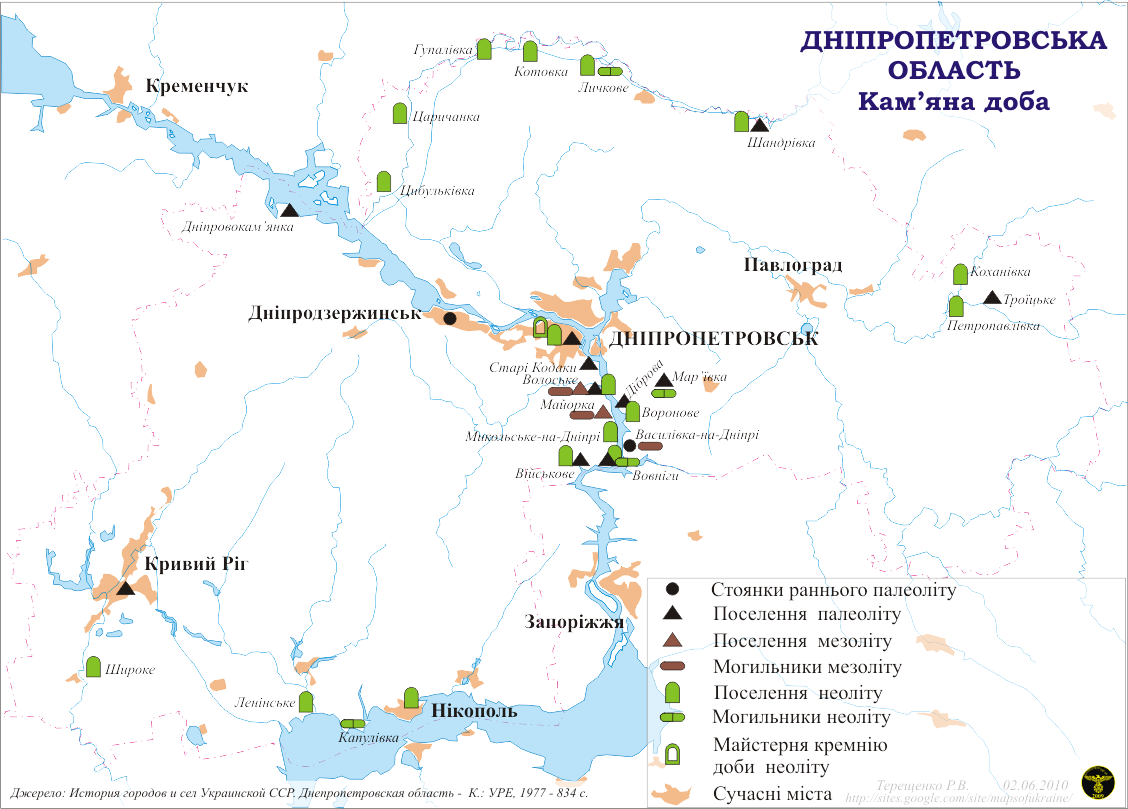
Дніпропетровська область. Археологічні пам'ятки кам'яної доби.

Заселення краю, як свідчать археологічні знахідки, розпочалося близько 100 тисяч років тому. Уздовж берегів Дніпра і Самари, в межах нинішніх Верхньодніпровського, Дніпропетровського, Солонянського, Синельниківського, Павлоградського та Петропавлівського районів відомо близько 80 місць, де виявлені крем'яні знаряддя праці, стоянки й поселення давньокам'яної доби.

### Середня давньокам'яна доба
Найбільш давніми з них є стоянки мисливців і збирачів мустьєрської культури виявлені у Романкове (західна частина Кам'янського), села Василівки Синельниківського району й села Петро-Свистунове Солонянського району, а також  що існували тут 100-40 тисяч років тому. Поселення у Романкове залишається майже недослідженим.
Важливим є поселення мустьєрської культури у балці Сажівка у Старих Кодаках навпроти острову Кодачок. Також поселення біля Військового та у Скубовій балці.

### Пізня давньокам'яна доба
У Дніпропетровській області був поширений місцевий варіант оріньяцької культури. Знаряддя зі стоянки Ненаситець-3 у Василівки-на-Дніпрі близькі до класичного оріньяку Франції та Ізраїлю.
На схилах стародавніх балок у Петро-Свистунове, поблизу Василівки, а також у села Волоське Дніпропетровського району та в інших місцях розташовувалося багато поселень пізньої давньокам'яної доби (35-10 тисяч років тому). Господарська діяльність родових колективів в період палеоліту обмежувалася головним чином полюванням на мамутів, бізонів, оленів та інших тварин, а також збиранням .
Маленька сокирка мадленського типу виявлена біля Чаплів тепер зберігається у Дніпровському історичному музеї.
1961 року на Монастирському острові Н.Н Карповим знайдено декілько відщепів та гостроконечник.
Знахідки поселення й майстерні у Ковалівській балці у колишньому Верньодніпровському повіті тепер у Кривому Розі, що увійшли до «Каталогу колекції старожитностей А. Н. Поля» були подаровані Одеській спілці історії та старожитностей. Велика колекція четвертинної фауни, включала 88 предметів - вістря, ножи, фрагмент дротика.
Відомі пам'ятки пізньої давньокам'яної доби окрім вищезгаданих - Майорка й Дніпрове у південної межі міста Дніпро у Дніпровському районі.

## Середньокам'яна доба
В епоху мезоліту (10-8 тисяч років тому) полювання стає досконалішим завдяки винаходу лука і крем'яних наконечників стріл. З'являються перші приручені тварини — собака, а потім і свиня. Значну роль починає грати рибальство.

### Рання середньокам'яна доба
За ранньої середньокам'яної доби у області була поширена осокорівська культура з головною пам'яткою у Осокоровій балці на лівобережжі на межі Дніпропетровської й Запорізької області. Культура була поширена від Нижньої Наддніпрянщини й Поозів'я до Кирилівської стоянки у Києві, й від Побожжя до Південної Сіверськодонеччини. Інші значні пам'ятки в області - стоянка на Сурському острові та у Ямбурга.

#### Волосько-васильвські могильники
Поблизу сіл Волоське й Василівки — в унікальних могильниках досліджено понад 80 поховань. Вчені припускають, що поховані, в кістках яких знайдені кременеві наконечники стріл, загинули в результаті зіткнення ворогуючих родових груп.

### Пізня середньокам'яна доба

#### Кукрецька культура
Дніпровський варіант кукрецької культури пізньої середньокам'яної доби займав середню Надніпрянщину. На основі цього варіанту склалася наступна новокам'яна сурсько-дніпровська культура.
Основними пам'ятками культури у Дніпропетровській області є:
- поселення Ігрень-8 (нині у Самарському районі Дніпра) - тут було розкопано п'ять осель.;
- Кізлевий острів та інші пам'ятки Надпорожжя середньокам'яної доби.[4]

## Новокам'яна доба
Для епохи неоліту (VI—IV тисячоріччя до Р.Х.), на відміну від попередніх періодів, характерний перехід до відтворюючих форм господарства — скотарства і примітивного землеробства. Однак і в цей період полювання продовжує відігравати важливу роль. Поява знарядь для виготовлення човнів і глиняного посуду свідчить про досконаліших умовах побуту. На території Дніпропетровської області нині відомо понад 150 неолітичних поселень.

### Сурсько-дніпровська культура
Неоліт був також часом формування племінних об'єднань. У VI—IV тисячоліттях до Р.Х. одне з таких племен заселяло вузьку смугу Надпоріжжя (Сурсько-дніпровська культура). Основними заняттями цього племені спочатку були мисливство та рибальство з використанням човна, пізніше значну роль набуло скотарство. Поселення цієї культури досліджені біля сіл Вовніги, Волоське і Микільське Солонянського району, Василівки Синельниківського району, міста Дніпропетровська, на південь від якого (на острові Сурському) вивчений житловий комплекс, що складається з трьох жител і одного двору з вогнищем у центрі.

### Дніпро-донецька культура
У V тисячоріччі до Р.Х. на територію Дніпропетровської області поступово починають проникати з півночі племена дніпро-донецької культури. Вони заселяли не тільки берега Дніпра та його великого припливу річки Самари, але мали свої поселення також на прибережних дюнах, в долинах річок Орелі, Базавлуку, Інгульцю. Основним заняттям дніпро-донецьких племен були мисливство та рибальство, скотарство було розвинене слабо. Відомими пам'ятками цих племен є залишки поселень і особливо могильники, досліджені біля сіл Вовніги і Волоське, а також могильник біля села Микільське Солонянського району. Крім глиняного посуду та прикрас, в похованнях зустрічаються кам'яні булави — знаки влади, які свідчать про виділення родових вождів .

## Мідна й бронзова доба

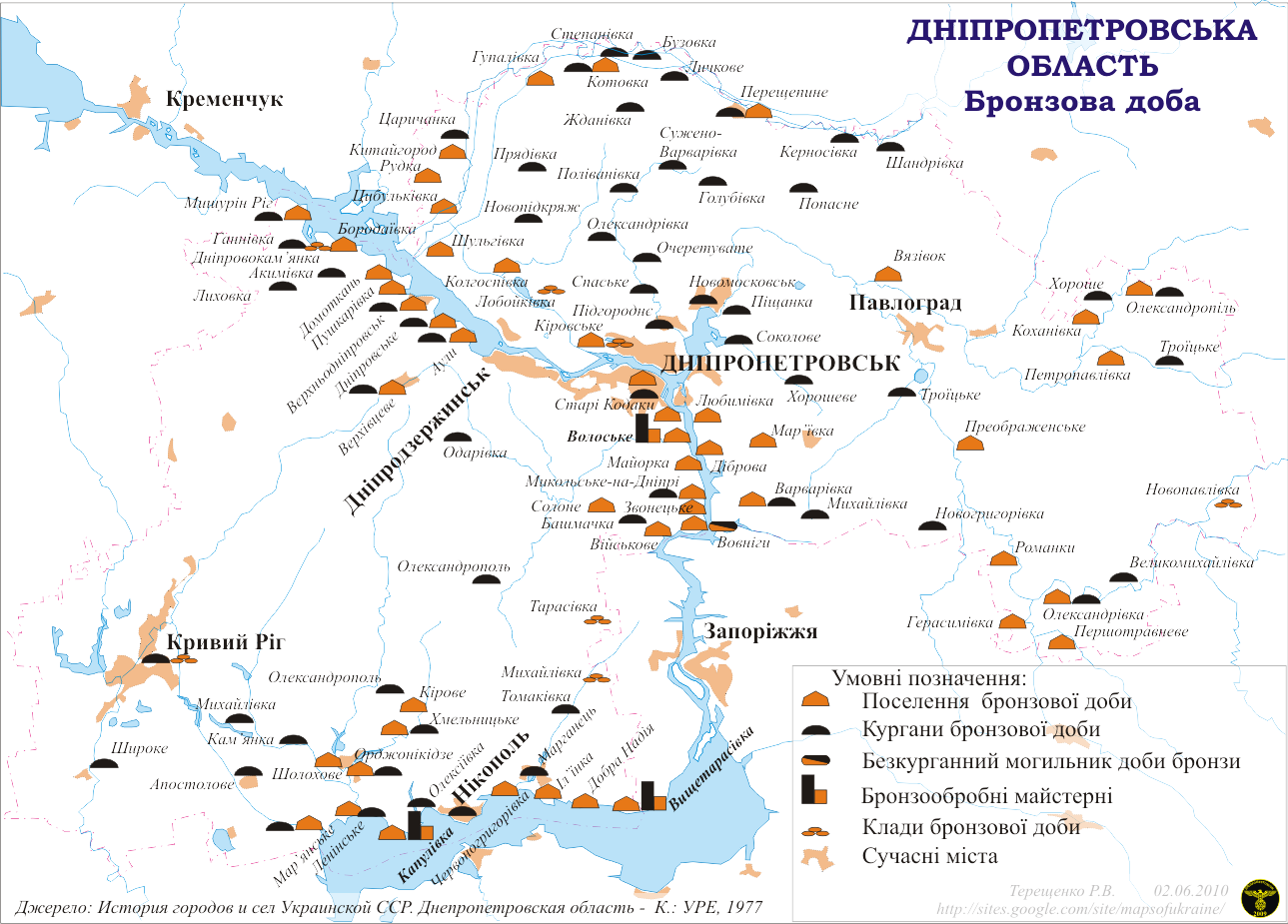
Дніпропетровська область. Археологічні пам'ятки бронзової доби.

Наприкінці IV і III тисячоріччі до Р.Х. з'являються перші вироби з міді та бронзи. З початком обробки металів (доба міді та бронзи, III — початок I тисячоліття до Р.Х.) остаточно затверджуються відтворюють форми господарства — скотарство і землеробство.
Численні поселення і могильники доби міді та бронзи виявлені в багатьох місцях вздовж Дніпра і Самари, в басейні річок Орелі і Чортомлика і в верхів'ях Інгульця. У курганних похованнях катакомбної культури зрідка зустрічаються залишки дерев'яних возів, бронзові ножі і тесла, глиняний посуд, прикраси. Найбільший інтерес представляють унікальні поховання металургів початку II тисячоріччя до Р.Х., відкриті в гирлі річки Самари та біля села Верхня Маївка Дніпропетровського району, в яких виявлено форми для відливання бронзових сокир і ковальські інструменти для їх обробки, а також бронзоливарне майстерні кінця II — початку I тисячоріччя до Р.Х. (досліджені біля сіл Волоське Дніпропетровського, Вищетарасівка Томаківського, Капулівки Нікопольського районів), що свідчать про те, що тут в бронзову добу перебував великий Придніпровський металообробний центр. Це ж підтверджують і клади бронзових знарядь праці, зброї і прикрас, знайдені не тільки в місцях, де існували майстерні, — Дніпропетровському (Обухівка, Лобойківка), Томаківському (Тарасівка, Михайлівка) районах, але також у Верхньодніпровському (Дніпровокам'янка) районі та у міста Кривий Ріг. Скарби є також яскравим свідченням появи нерівності в родовій громаді, концентрації багатств у руках її правлячої верхівки.
На той час були приручені всі основні види домашніх тварин, культивувалися різні злаки, виникло орне землеробство. Все це сприяло різкому збільшенню народонаселення. Заселеною до того часу була вся територія нинішньої Дніпропетровської області, порівняно багатолюдними були райони, де життя почалося ще в епоху палеоліту. Етнічний склад населення був далеко не однорідним.

### Середньостогова культура
Вже наприкінці IV тисячоліття до Р.Х. тут з'являються скотарські племена середньостогової культури, витіснили неолітичні племена дніпро-донецької культури. Вони приручили коня і пристосували першими її для верхової їзди. На берегах Дніпра і скельних островах біля села Волоське Дніпропетровського району, біля сіл Домоткань і Суслівка Верхньодніпровського району виявлені поселення, а поблизу Дніпропетровську — могильники середньостогових племен.

### Ямна культура
У III—II тисячоріччях до Р.Х. землі Дніпропетровської області входили до складу великої території, зайнятої праіндоєвропейськими племенами скотарів ямної культури, яким вже був відомий візок. У кургані Сторожова могила у Дніпропетровська знайдена одна з найдавніших у Східній Європі возів.

### Катакомбна культура
У II тисячоріччі до Р.Х. на цій же території з'являються і послідовно змінюють один одного ще дві групи племен, представлені археологічними пам'ятками катакомбної культури (початок II тисячоріччя до Р.Х.) та культури багатопружкової кераміки (середина II тисячоріччяя до Р.Х.).

### Зрубна культура
Всі ці племена наприкінці II — початку I тисячоріччя до Р.Х. змінює потужне об'єднання землеробсько-скотарських племен зрубної культури, що входило до складу північно-іранського етнічного утворення .

## Залізна доба

### Скіфи

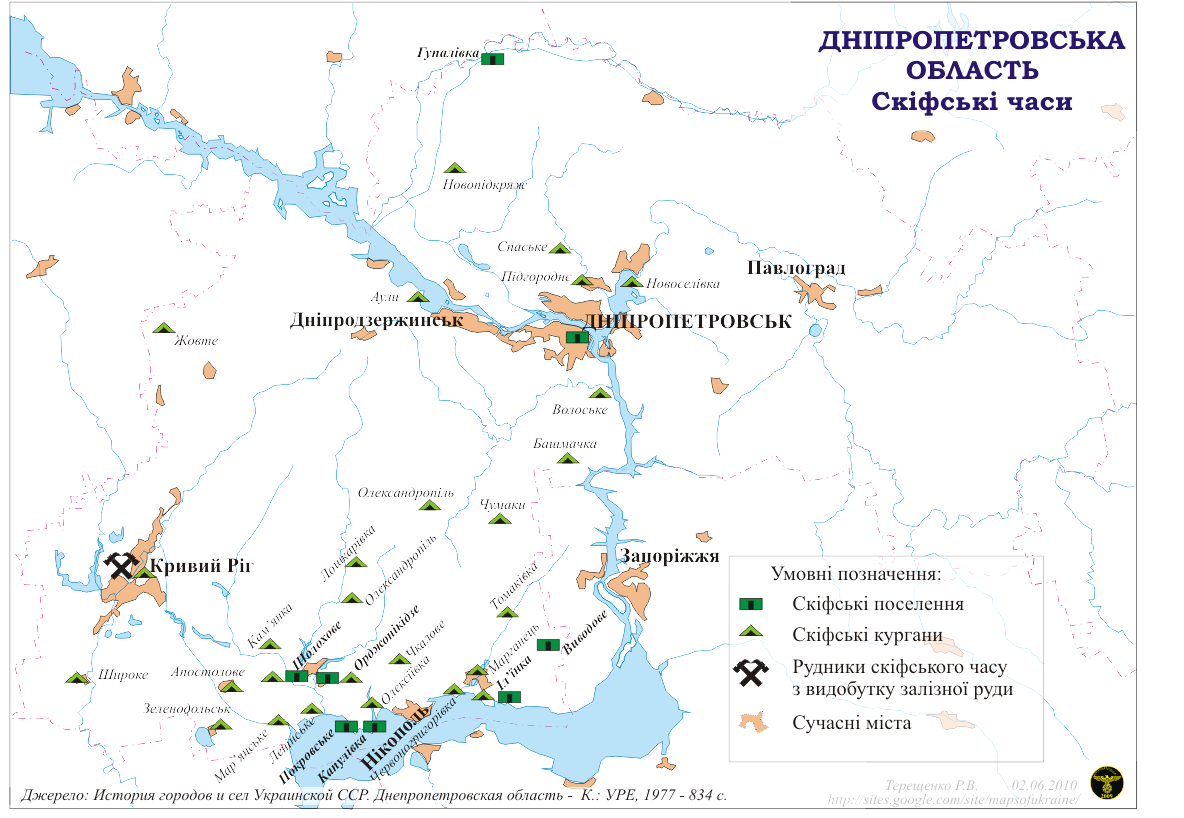
Дніпропетровська область. Археологічні пам'ятки скіфської доби.

Кінець I тисячоріччя до Р.Х. ознаменувався появою і широким поширенням на землях Північного Причорномор'я і Наддніпрянщини заліза, з якого можна було виготовляти досконаліші знаряддя праці. З різким збільшенням продуктивності праці посилюється розкладання родової громади. На початку VII сторіччя до н. е. Північне Причорномор'я і придніпровські землі завоювали прийшли з Азії скитські кочові племена на чолі з царем Мадієм. Вони підкорили своїй владі місцеве землеробське населення. Виникло перше у Східній Європі могутнє державне об'єднання на чолі з царськими скіфами . Основною територією розселення царських і кочових скіфів були степи Північного Причорномор'я, у тому числі і землі нинішньої Дніпропетровської області. Про це свідчить безліч курганів, досліджених у басейні Самари, уздовж Базавлуку й у верхів'ях Інгульцю. У них, крім поховань рядового населення біля сіл Грушівка Апостолівського району, Шолохове Нікопольського, Підгородне Дніпропетровського, Спаське Новомосковського районів й скитської знаті (кургани Баби у міста Апостолове, Гостра могила у селища Томаківка, Хомина могила у міста Орджонікідзе), в найбільших всесвітньо відомих курганах розкопані царські поховання. Дослідження царських курганів, розташованих у Нікопольському районі, почалися ще в 1852—1856 роках розкопками Олександропільского (Лугового) кургану (у села Олександропіль). У 1862—1863 роках розкопували Чортомлицький курган (біля села Чкалове), в 1971 — курган Товста могила поблизу Орджонікідзе. Під насипами, висота яких досягала 17-19,5 метра, в підземних гробницях-катакомбах глибиною до 12 метрів знаходилися поховання членів царської сім'ї. Небіжчиків ховали в пишних уборах, прикрашених безліччю художніх золотих бляшок, число яких вимірюється багатьма сотнями, а в Чортомлицькому кургані перевищує 3 тисячі, зі зброєю, усипаним коштовностями, у супроводі великої кількості слуг, а також коней у дорогий збруї (прикрашеної бронзовими, срібними і золотими бляшками), з безліччю різноманітного посуду, у тому числі виготовленої з дорогоцінних металів найкращими грецькими майстрами. Унікальними творами античних майстрів є срібна амфора для вина, рельєфний фриз якій зображує скіфів, що приручають коней (з Чертомлицького кургану) і нагрудна прикраса — золота пектораль вагою 1 кг 150 г з триярусним зображенням міфологічних і побутових сцен (з кургану Товста могила). Численні фігурки складної композиції пекторалі відрізняються досконалістю пропорцій, природністю рухів.

### Сармати

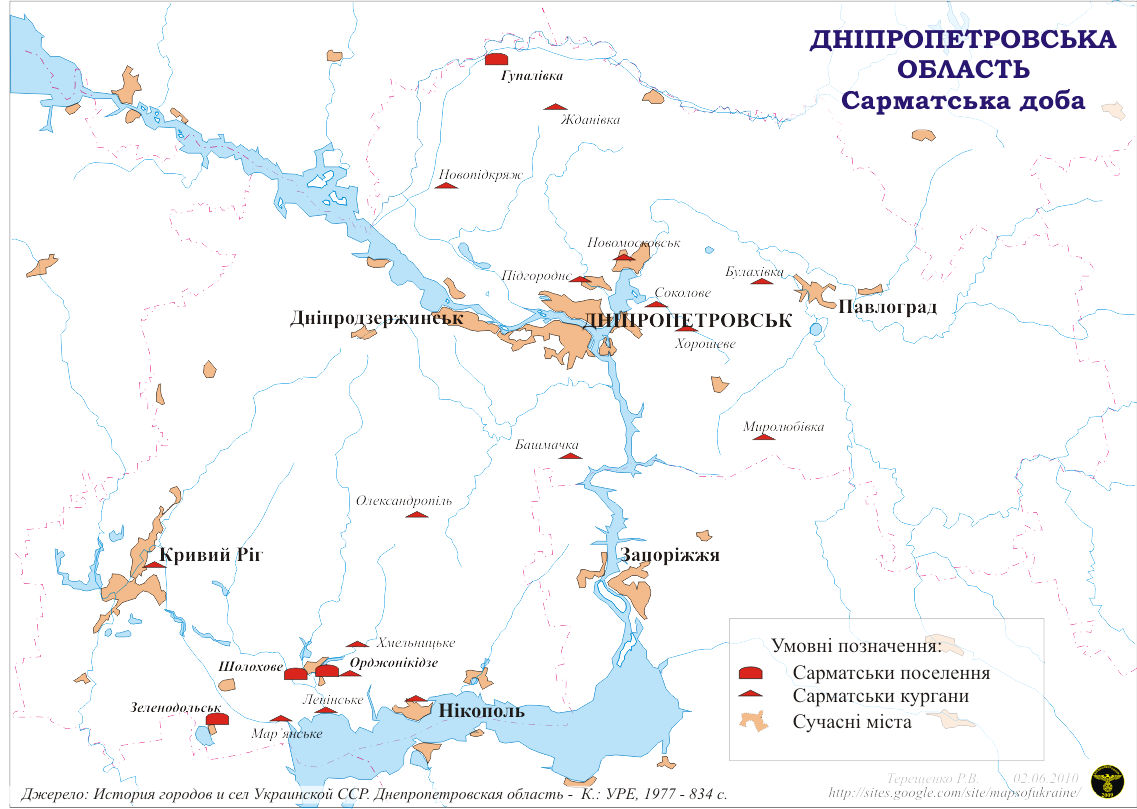
Дніпропетровська область. Археологічні пам'ятки сарматської доби.

У III сторіччі до Р.Х. в причорноморських степах з'являються прийшли з-за Дону кочові скотарські племена сарматів, родинні скіфам. Під їх натиском основна маса скіфів відійшла в Крим і Нижнє Придніпров'я. У тих районах, де раніше мешкали скіфи, зустрічаються окремі сарматські поховання, вчинені в насипах давніших курганів. Крім того, в Апостолівському (село Усть-Кам'янка) та Дніпропетровському (село Підгородне) районах у двох сарматських могильниках розкопано 65 поховань I—II сторіч по Р.Х..

### Черняхівська культура готів й антів

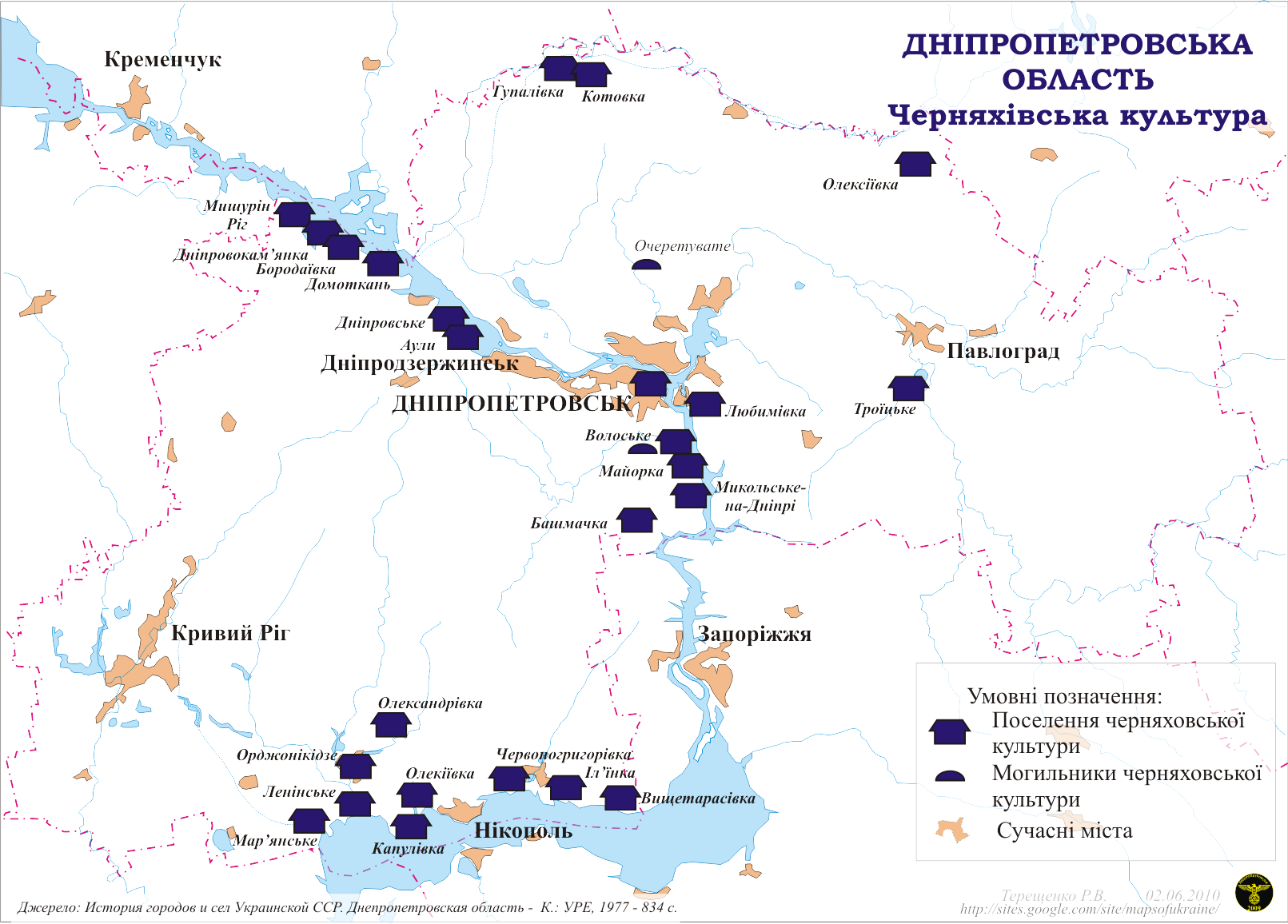
Дніпропетровська область. Археологічні пам'ятки черняхівської культури

У перших сторіччях по Р.Х. на території сучасної Дніпропетровської області з'явилося осіле землеробське населення племен черняхівської культури, просунулися на південь з Середньої Наддніпрянщини, яке входило до складу антського об'єднання ранньослов'янських племен. Черняхівські поселення і могильники (відомо близько 60) розташовуються переважно вздовж правого берега Дніпра в низов'ях річок Базавлука, Чортомлика і Підпільної. Найкраще досліджені поселення черняхівської культури біля сіл Грушівка Апостолівського, Микільське та одне з 3-ьох укріплених городищ - Башмацьке городище у Солонянському районі, поселення VII—VIII сторіч — у сел Волоське Дніпропетровського, Перше Травня Солонянського районів та в інших місцях. При їх розкопках виявлені глинобитні наземні і злегка поглиблені житла, господарські ями, гончарні печі, а на мисовідном виступі Башмачанського поселення, крім того, залишки кам'яних огорож .

## Раннє середньовіччя

### Анти
Слов'янське об'єднання антів відзначено у археології пеньківською культурою. Виявлені поселення антів зосереджені понад Оріллю та Дніпром до Скельок Василівського району Запорізькій області над лівим берегом Кінської. Південніше Скельок й ймовірно у степах Дніпропетровщині хазяйнували кочові племена. Найбільш відомі поселення антів на Дніпропетровщині: Чернеччина, Багате, Йосипівка, Волошське, Ігрень, Звонецьке, Василівка, Запорожець.

### Слов'яни й алани
Приблизно в цих же місцях відомі і поселення слов'ян VII—VIII сторіч. Крім осілих землеробів, що просунулися з півночі — слов'ян, які вирощували в основному зернові культури, в надпорізьких степах сучасної Дніпропетровщини проживали переселенці з Кавказу напівкочові племена аланів (група сарматських племен). Їх перебування тут засвідчено дослідженим поблизу села Любимівки Солонянського району гончарним центром, який існував в VII—VIII сторіччі і складався з трьох селищ. В межах селищ розкопано 18 гірних, 6 житлових і виробничих та 5 господарських будівель. У цей період в придніпровських степах, зокрема, в Надпоріжжі особливо активно проходив процес слов'янізації кочових скотарських племен, які переходили до осілості.

### Уличі доби Київської Русі

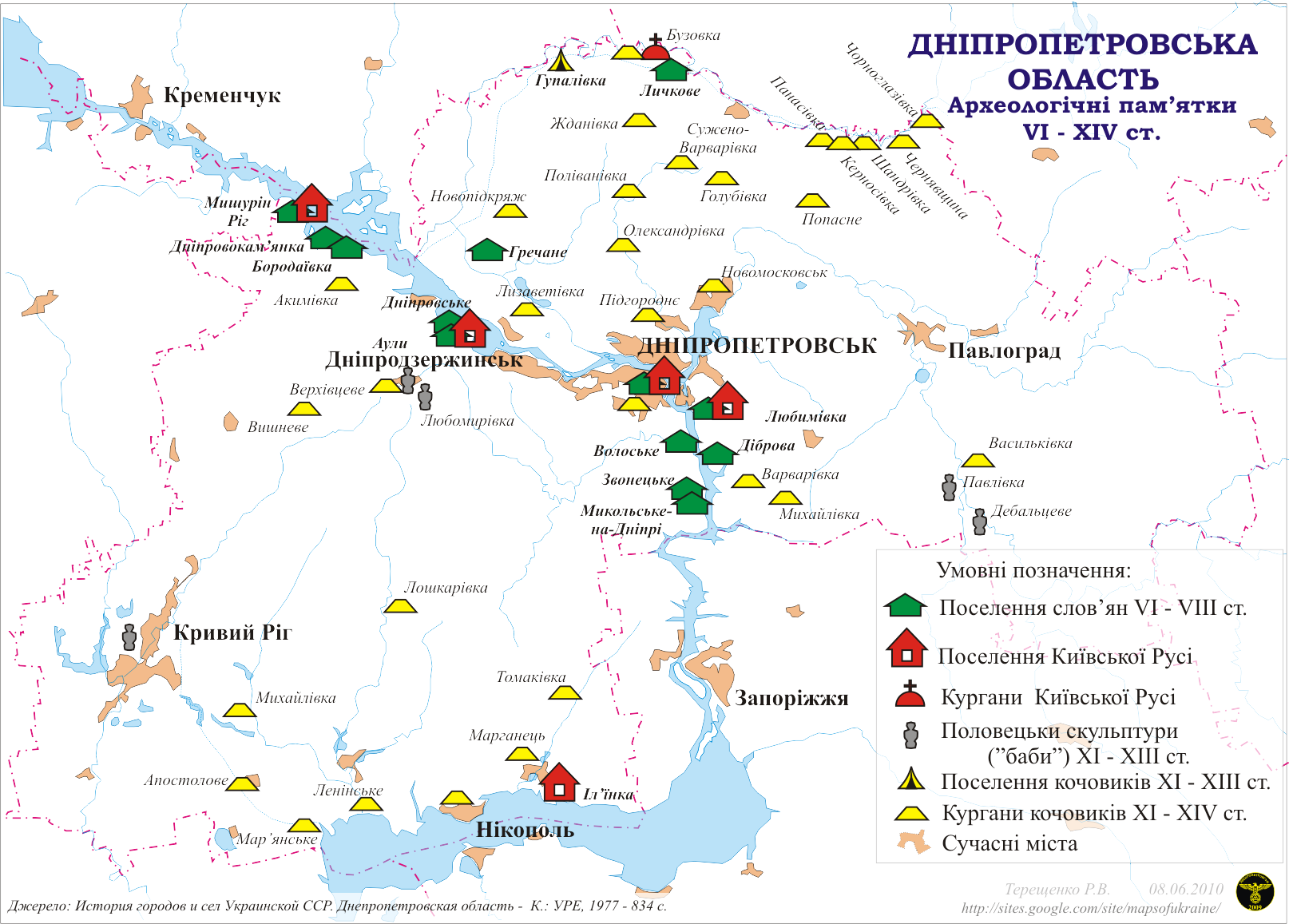
Дніпропетровська область. Археологічні пам'ятки ранньослов'янських часів.

На початку IX сторіччя лісостепове Придніпров'я стало ядром ранньофеодальної держави Київської Русі. По Дніпру проходив знаменитий «шлях з варяг у греки», який мав важливе торгове та військово-стратегічне значення для Давньоруської держави. Цим шляхом пливли, прямуючи до Візантії, дружини князів Олега (907 року) і Святослава (968 року). Як свідчить переказ, княгиня Ольга, слідуючи в 957 році до Константинополя, зупинялася тут на острові (тепер острів Монастирський у Дніпропетровську). У цей період придніпровські землі, зокрема, прирічна смуга вздовж Надпоріжжя, фактично перебували під контролем Київської Русі, що сприяло зміцненню на цій території позицій слов'янських племен. Слов'янські поселення продовжували існувати тут і в IX—XIII сторіччях. Розташовувалися вони в тих же місцях, що й поселення VI—VIII сторіч. Найбільш збереженими і добре дослідженими є поселення, розташовані у нинішніх сіл Петро-Свистунове Солонянського, Мар'ївки, Воронівка Синельниківського, Перше Травня Дніпропетровського, Грушівка Апостолівського районів й міст Дніпропетровська (у Старій Ігрені), Нікополя на Микитиному Розі .
Городище на Старій Ігрені вважається академіком Рибаковим племеним центром уличів Пересічень. З натиском кочовиків населення міста перебралося вище річкою Самарою на її інший бік й відбудувало місто, назва якого дійшла до нас — Самарь.

### Печеніги й половці
У той же час в степу продовжували кочувати скотарі. Це були головним чином нахлинули зі сходу ворожі слов'янам тюрко-болгарські племена печенігів (X сторіччя), половців (XI—XIII сторіччя). Про їх перебування тут свідчать впускні поховання в стародавніші кургани, а також скульптурні кам'яні статуї — баби, яких особливо багато знайдено на лівобережжі Дніпра. У колекції Дніпропетровського історичного музею зберігається 60 половецьких статуй. Багаті кочівницькі поховання XI—XII сторіч досліджені у села Новопідкряж Царичанського, поблизу села Бузівка Магдалинівського, а також у села Шолохове Нікопольського районів.
Територія сучасної Дніпропетровщини була ареною постійної боротьби давньоруських воїнів з кочівниками. У нерівному бою з печенігами південніше від сучасного міста Дніпро, на Ненаситецький порозі (за переказами, у нинішнього села Микільське-на-Дніпрі Солонянського району), загинув у 972 році київський князь Святослав .